# Rappresaglia
Rappresaglia (br O Carrasco de Roma ou Massacre em Roma) é um filme ítalo-francês de 1973, dirigido por George P. Cosmatos, com roteiro do próprio diretor baseado no livro Massacre in Rome, de Robert Katz, que aborda um episódio da Segunda Guerra Mundial conhecido como "Massacre das Grutas Ardeatinas".

## Sinopse
Em 1944, quando Mussolini já caíra e os aliados avançavam pelo sul da Itália, guerrilheiros anti-fascistas (partigiani) atacaram uma companhia da SS, em Roma, matando 33 deles. Em represália, os nazistas fuzilaram 10 italianos para cada uma das vítimas do atentado. O massacre ocorreu nas Grutas Ardeatinas, cujas entradas foram, a seguir, dinamitadas para esconder a atrocidade.
A história do massacre é contada neste filme, sob a ótica do carrasco, ou seja, do SS-Obersturmbannführer, Herbert Kappler que organizou e executou os fuzilamentos, e sugere que o Papa Pio XII manteve-se alheio à situação, embora estivesse informado sobre o que iria acontecer com os civis italianos escolhidos pelos nazistas. Para equacionar o (possível) comprometimento da Igreja Romana nesse escabroso episódio, Cosmatos introduziu um personagem fictício no enredo (estranho ao livro de Robert Katz, no qual o filme se baseou), o padre Pietro Antonelli, que tudo faz para evitar a consumação da tragédia e acaba se imolando como um gesto de protesto pessoal.

## Elenco
Pessoal da SS
- Richard Burton como SS-Obersturmbannführer Herbert Kappler
- John Steiner como SS-Standartenführer Eugen Dollmann
- Anthony Steel como SS-Sturmbannführer Dr. Borante Domizlaff
- Brook Williams como SS-Hauptsturmführer Erich Priebke
- Dennis Burgess como SS-Sturmbannführer Hellmuth Dobbrick
- Anthony Dawson como SS-Brigadeführer Wilhelm Harster

Oficiais da Luftwaffe
- Peter Vaughan como Generalfeldmarschall Albert Kesselring
- Leo McKern como General der Flieger Kurt Mälzer

Fascistas italianos
- Guidarino Guidi como Ministro do Interior Guido Buffarini Guidi
- Renzo Montagnani como Chefe de Polícia "Questore" Pietro Caruso

Funcionários do Vaticano
- Marcello Mastroianni como Padre Pietro Antonelli
- Robert Harris como Padre Pancrazio

Outros personagens
- Giancarlo Prete como Paolo
- Delia Boccardo como Elena
- Renzo Palmer como Giorgio
- Duilio Del Prete como Partidário